# 孟平
孟平（1923年10月—2022年7月30日），陕西韩城人，中国人民解放军北京卫戍区副兵团职离休干部、原总参谋部动员部部长。

## 生平
孟平1938年2月入伍，1938年4月加入中国共产党。历任学员、排长、作战参谋、副股长、股长、团参谋长、副团长、团长、师参谋长、副校长、大队长、主任教员、副处长、处长、总参谋部作战部副部长、总参谋部气象局局长、中央气象局局长等职。
2022年7月30日，孟平因病于北京逝世，享年99岁。讣告刊登在8月13日的《解放军报》。